# Ромска партија
Ромска партија је политичка странка националне мањине Рома која делује у Србији.
На изборима за Народну скупштину Србије одржаним у јануару 2007. године, изборна листа „Ромска партија – Шајн Срђан“ освојила је 14.631 глас, односно 0,36% гласова, те као мањинска странка, један посланички мандат. На парламентарним изборима 2012. године наступала је у оквиру коалиције Покренимо Србију на челу са Српском напредном странком и освојила је један посланички мандат.
Ромска Партија на челу са Срђаном Шајном и Јединствена странка Правде, чији је председник Дејан Матић, потписали су споразум о политичкој сарадњи и саопштиле да се тај нови савез "Роми Србије", придружује протестима "1 од 5 милиона". Јачање гласа маргиналних група и окупљање Рома и Ромкиња у политичком животу правно уређене државе је кохезиона снага тог политичког савеза. Савез "Роми Србије" је спреман за разговоре са осталим политичким чиниоцима у земљи као партнер а не подизвођач радова.

## Резултати на парламентарним изборима
| Избори | Коалиција        | # гласова | % од важећих | # посланика | Влада          |
| ------ | ---------------- | --------- | ------------ | ----------- | -------------- |
| 2022   | са ПРЛ (подршка) | 6.179     | 0,18%        | 0 / 250     | ван парламента |